# Kwanza (monnaie)
Pour les articles homonymes, voir Kwanza, AOK, AON, AOR et AOA.
Pour l’article ayant un titre homophone, voir Kwanzaa.
Le kwanza (symbole : Kz ; code ISO 4217 : AOA) est la monnaie officielle et l'unité de compte de l'Angola depuis l'indépendance en 1977, en remplacement de l'escudo angolais.
Cette monnaie a connu au cours de ces dernières décennies de grandes turbulences.
Jusqu'en 1990, le kwanza a pour code ISO AOK. Il est alors remplacé par le nouveau kwanza, code AON. Entre 1995 et 1999, le kwanza réajusté (kwanza ajustado), code AOR, est utilisé de façon transitoire parallèlement au nouveau kwanza précédemment cité. Depuis décembre 1999, le kwanza, code AOA, remplace le kwanza réajusté à un taux de 1 pour 1000.
En novembre 2019, 1 $US s'échange 462,13 kwanzas.
Cette monnaie, qui tire son nom du principal fleuve du pays, le Kwanza, n'est pas échangeable sur le marché international.